# Red Star (EP)
Red Star è un EP del gruppo statunitense Third Eye Blind, anticipazione del quarto album, Ursa Major. Le tracce sono state pubblicate dalla band nella loro pagina Myspace il 12 novembre 2008 e distribuite in versione digitale, a partire dal 18 dello stesso mese, attraverso i maggiori negozi online.

## Tracce
1. Non-Dairy Creamer (Tony Fredianelli, Stephan Jenkins) - 4:26
2. Red Star (Jenkins, Arion Salazar) - 4:00
3. Why Can't You Be? (Live) (Jenkins) - 5:41